# Référendum de 2024 au Nord du Kosovo
Le référendum kosovar de 2024 est un référendum d'initiative populaire organisé le 21 avril 2024 dans quatre municipalités serbophones du Kosovo afin de permettre à la population de se prononcer sur la révocation de leurs maires.
Ils aboutissent à un échec, la population continuant de boycotter massivement les scrutins organisés par le gouvernement kosovar, sur l'appel de la Liste serbe.

## Contexte

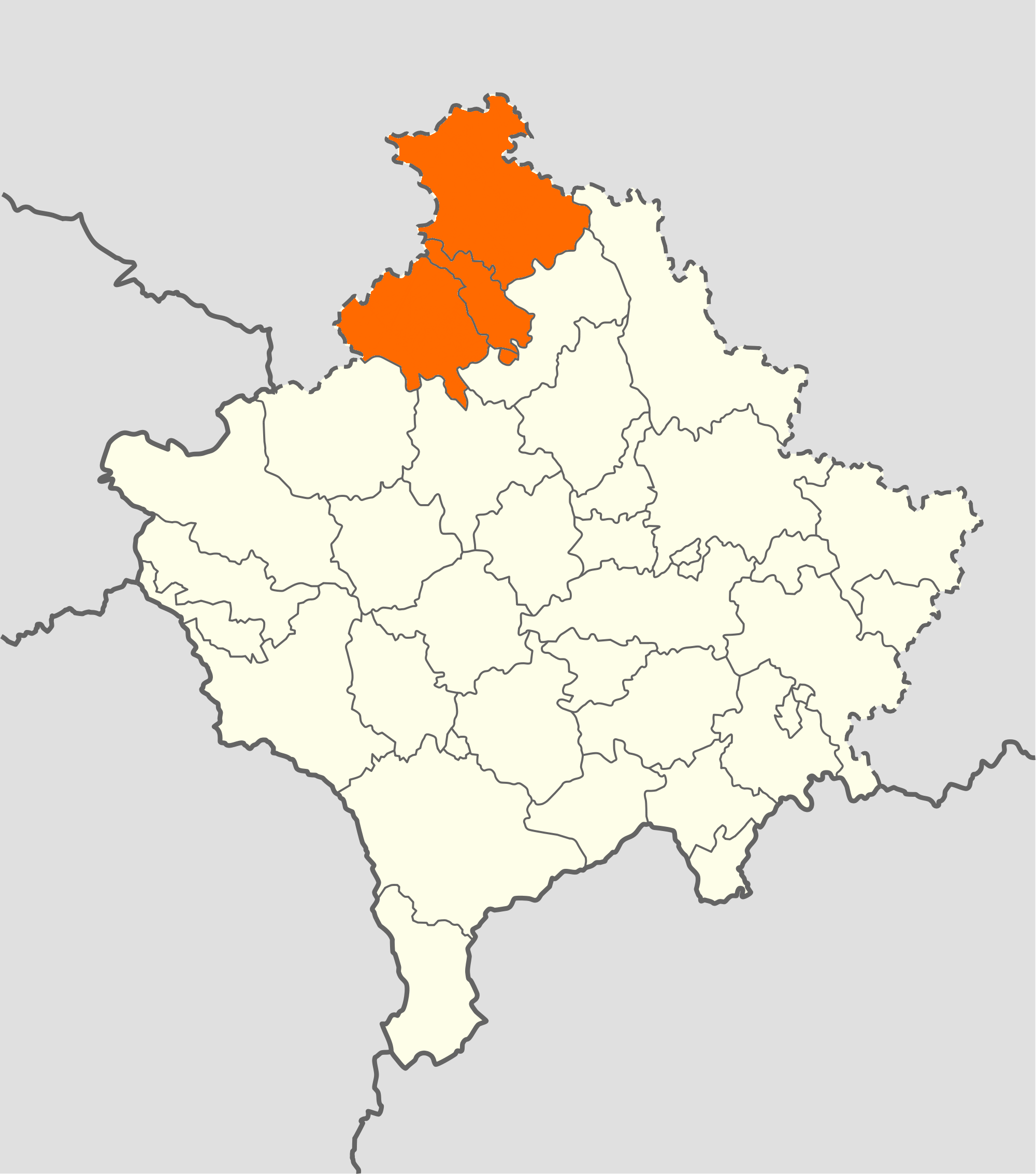
Les quatre municipalités au sein du Kosovo

Le scrutin intervient dans le contexte de la crise du nord du Kosovo de 2022-2023, qui amène le principal parti serbophone du Kosovo, la Liste serbe, à boycotter les institutions du pays. Les maires des quatre municipalités du Nord du Kosovo — Zubin Potok, Zvečan, Leposavić et Kosovska Mitrovica —, tous membres de la Liste serbe, démissionnent en conséquence courant 2022, ouvrant la voie à des élections municipales anticipées organisées le 23 avril 2023, en l'absence de candidats de ce parti,.
L'appel au boycott est massivement suivi. Les maires des quatre municipalités, tous issus de partis kosovars, sont élus avec des taux de participation ne dépassant pas 6 %. La participation est ainsi de 1,06 % à Zubin Potok, 4,62 % à Zvečan, 5,78 % à Leposavić et 2,92 % à Kosovska Mitrovica,. Le gouvernement est contraint de faire intervenir les forces de l'ordre pour disperser les manifestations et permettre aux maires de prendre leurs fonctions dans leurs mairies respectives d'où sont retirés les drapeaux serbes. Plusieurs dizaines de serbophones ainsi que plusieurs policiers sont blessés dans les altercations, qui se poursuivent jusqu'en mai,,,.
Des collectes de signatures sont organisées fin 2023 afin de provoquer la tenue d'un référendum révocatoire à l'encontre de chacun des maires. La législation kosovare permet en effet à la population de provoquer de tels référendums en réunissant les signatures d'au moins 20 % du total des électeurs inscrits sur les listes électorales dans la municipalité concernée. Pour être validé, un tel référendum doit réunir en faveur de la révocation la majorité absolue du total des électeurs inscrits. Le nombre requis est réuni dans chacune des municipalités courant janvier 2024. Après avoir vérifié leur validité, la commission électorale kosovare annonce le 10 mars 2024 la tenue des référendums pour le 21 avril suivant. Ces scrutins sont perçus comme l'unique moyen légal de provoquer la tenue de nouvelles élections anticipées inclusives, qui doivent permettre d'apaiser les tensions dans la région, chacun des deux camps étant soumis à d'importantes pressions internationales en vue d'une normalisation de leurs relations,. Des observateurs de l'OCDE sont invités à être présents lors des scrutins.
La Liste serbe rejette cependant l'organisation de ces scrutins et appelle à nouveau la population au boycott. Le parti considère en effet que les maires devraient simplement démissionner, que ces référendums ne font pas partie de l'accord sur la résolution du conflit au Nord Kosovo, et que leur légitimité a été sabotée par une campagne de pression et d'intimidation des serbes par le gouvernement kosovar, ce que ce dernier dément,.

## Résultats
| Choix               | Votants | Votants | Inscrits | Inscrits |
| Choix               | Voix    | %       | %        | Quorum   |
| ------------------- | ------- | ------- | -------- | -------- |
| Pour                | 18      | 7,11    | 0,04     | 50 %     |
| Contre              | 235     | 92,89   | 0,50     |          |
|                     |         |         |          |          |
| Votes valides       | 253     | 100,00  | 0,54     |          |
| Blancs et invalides | 0       | 0,00    | 0,00     |          |
| Total des votants   | 253     | 100,00  | 0,54     |          |
|                     |         |         |          |          |
| Abstentions         | 46 303  |         | 99,46    |          |
| Inscrits            | 46 556  | 100,00  |          |          |

## Conséquences
Grevé par le boycott de la quasi totalité de la population, le référendum échoue à franchir le quorum exigé, entrainant le maintien en poste des quatre maires,.